# Lijst van voetbalinterlands Brazilië - Denemarken
Deze lijst van voetbalinterlands is een overzicht van alle officiële voetbalwedstrijden tussen de nationale teams van Brazilië en Denemarken. De landen speelden tot op heden drie keer tegen elkaar. De eerste ontmoeting, een vriendschappelijke wedstrijd ter gelegenheid van het 100-jarig bestaan van de Deense voetbalbond, werd gespeeld in Kopenhagen op 18 juni 1989. Het laatste duel, eveneens een vriendschappelijke wedstrijd, vond plaats op 26 mei 2012 in Hamburg (Duitsland). Voor het Deens voetbalelftal was dit een oefenwedstrijd in de voorbereiding op het Europees kampioenschap voetbal 2012.

## Wedstrijden
| № | Plaats     | Datum        | Competitie        | Wedstrijd             | Uitslag |
| - | ---------- | ------------ | ----------------- | --------------------- | ------- |
| 1 | Kopenhagen | 18 juni 1989 | Vriendschappelijk | Denemarken – Brazilië | 4 – 0   |
| 2 | Nantes     | 3 juli 1998  | WK 1998           | Brazilië – Denemarken | 3 – 2   |
| 3 | Hamburg    | 26 mei 2012  | Vriendschappelijk | Denemarken – Brazilië | 1 – 3   |

## Samenvatting
| Competitie        | Totaal gespeeld | Winst Brazilië | Gelijk | Winst Denemarken | Doelsaldo Brazilië – Denemarken |
| ----------------- | --------------- | -------------- | ------ | ---------------- | ------------------------------- |
| WK-eindronde      | 1               | 1              | 0      | 0                | 3 − 2                           |
| Vriendschappelijk | 2               | 1              | 0      | 1                | 3 − 5                           |
| Totaal            | 3               | 2              | 0      | 1                | 6 − 7                           |

Wedstrijden bepaald door strafschoppen worden, in lijn met de FIFA, als een gelijkspel gerekend.

## Details

### Eerste ontmoeting
| Vriendschappelijk (Kopenhagen, Denemarken, 18 juni 1989): |              | |
| Denemarken | 4 – 0        | Brazilië |
| Morten Olsen 30' Michael Laudrup 54' Michael Laudrup 61' Lars Olsen 67'                                                                                         | goals        | |
| Sepp Piontek | bondscoach   | Sebastião Lazaroni |
| Troels Rasmussen Henrik Risom Ivan Nielsen 46' John Larsen Lars Olsen John Helt 72' Morten Olsen 62' Jan Heintze Lars Elstrup Michael Laudrup Brian Laudrup 46' | opstellingen | Acacio Barreto Paulo Roberto Costa André Cruz Ricardo Gomes 64' Branco 64' Cristovão dos Santos Bernardo da Silva Geovani Silva 74' Bismarck Faria 85' Gerson da Silva 74' Valdo Candido |
| Henrik Larsen 46' Flemming Povlsen 46' Jan Bartram 62' John Jensen 72'                                                                                          | wissels      | 64' Mazinho 64' Paulo Silas '74' Eduardo Santos 74' Charles Santos 85' Careca |
| - Duel gespeeld ter gelegenheid van het honderdjarige bestaan van de Deense voetbalbond. - 102de en laatste interland van Deense aanvoerder Morten Olsen.       |              | |

### Tweede ontmoeting
| WK 1998 (Nantes, Frankrijk, 3 juli 1998):                                                                                 |              | |
| Brazilië | 3 – 2        | Denemarken |
| Bebeto 11' Rivaldo 26' Rivaldo 60'                                                                                        | goals        | 2' Martin Jørgensen 50' Brian Laudrup |
| Mário Zagallo | bondscoach   | Bo Johansson |
| Cláudio Taffarel Cafú Júnior Baiano Aldair Roberto Carlos César Sampaio Dunga Rivaldo 87' Leonardo 72' Bebeto 64' Ronaldo | opstellingen | Peter Schmeichel Søren Colding Marc Rieper Jes Høgh Jan Heintze Martin Jørgensen 46' Allan Nielsen 86' Thomas Helveg Michael Laudrup 67' Peter Møller Brian Laudrup |
| Denílson 64' Emerson 72' Zé Roberto 87'                                                                                   | wissels      | 46' Stig Tøfting 67' Ebbe Sand 86' Michael Schjønberg |
| Roberto Carlos 11' Aldair 37' Cafú 81'                                                                                    | gele kaarten | 19' Thomas Helveg 39' Søren Colding 72' Stig Tøfting |

### Derde ontmoeting
| Vriendschappelijk (Hamburg, Duitsland, 25 mei 2012): |              | |
| Denemarken | 1 – 3        | Brazilië |
| Nicklas Bendtner 71' | goals        | 9' Hulk 13' (e.d.) Niki Zimling 40' Hulk                                                                                     |
| Morten Olsen | bondscoach   | Mano Menezes |
| Thomas Sørensen 25' Daniel Wass Simon Kjær Daniel Agger Simon Poulsen Christian Poulsen 45' Niki Zimling Lasse Schøne 25' Christian Eriksen 62' Michael Krohn-Dehli 71' Nicklas Bendtner | opstellingen | Jefferson 72' Danilo Thiago Silva Juan Jesus 68' Marcelo Oscar 86' Sandro Rômulo 82' Lucas Moura 90' Hulk 75' Leandro Damião |
| Stephan Andersen 25' Thomas Kahlenberg 25' Jakob Poulsen 45' Dennis Rommedahl 62' Nicklas Pedersen 71'                                                                                   | wissels      | 68' Alex Sandro 72' Rafael 75' Wellington Nem 82' Giuliano 86' Casemiro 90' Bruno Uvini                                      |
| - 101de en laatste interland van doelman Thomas Sørensen, die geblesseerd uitvalt en daardoor niet meegaat naar het Europees kampioenschap voetbal 2012.                                 |              | |